# برشاوشان فراشي
برشاوشان فراشي (الاسم العلمي:Adiantum papillosum) هو نوع من النباتات يتبع جنس البرشاوشان من الفصيلة الديشارية.